# Метод средней ошибки
Метод средней ошибки — один из основных психофизических методов исследования порогов ощущения, главной особенностью которого является возможность регулирования величины изменяемого параметра стимула самим испытуемым. Испытуемый регулирует величину, начиная с переменной, которая явно больше или меньше стандартной до того момента, пока два стимула не достигнут субъективного равенства для испытуемого. 
Данный метод используется с целью измерения абсолютного и дифференциального порогов чувствительности. Разработан         Г. Фехнером. Один из распространенных психофизических методов.

## Измерение дифференциального порога
Процедура измерения дифференциального порога, позволяет испытуемому в серии испытаний непосредственно корректировать переменный стимул относительно стандартного до тех пор, пока он не сможет обнаружить разницу. Порог определяется как точка, в которой испытуемый отмечает едва заметное отличие от стандартного в 50% испытаний.
Изначально метод средней ошибки предназначался для измерения именно дифференциальной чувствительности.
Для определения разностного порога испытуемому одновременно предъявляют два стимула: эталон — {\displaystyle S_{\text{st}}} и переменный {\displaystyle S_{\text{var}}}. Величину переменного стимула испытуемый может изменять, а величина стандартного стимула (эталона) в течение опыта не меняется.
Цель подравнивания — получить такую интенсивность {\displaystyle S_{\text{var}}}, которая будет восприниматься как неотличимая от {\displaystyle S_{\text{st}}}. При этом важна точность, а не скорость воспроизведения эталона.
Подравнивание также должно соответствовать ряду условий:
1. начинаться то от большего, чем эталон, значения, то от меньшего;
2. важно в обоих случаях менять начальные точки подравнивания;
3. в опыте должно быть сделано равное число проб с положением эталона слева-справа или сверху-снизу от переменного стимула.

По результатам выполнения каждой пробы экспериментатор оценивает установленное значение переменного стимула и вписывает его в протокол.
Чтобы исключить для испытуемого возможность осуществлять подравнивание на основе одного только кинестезического ощущения нужно следовать условию номер 2 - чаще всего достаточно выбрать три заметно различающихся начальные значения переменного стимула, больше и меньше, чем эталонный, и чередовать их, применяя в течение опыта равное число раз. В силу наличия в протетических континуумах пространственной ошибки - следует применять 3 условие.
В методе подравнивания используют чаще всего среднее арифметическое и реже — медиану. В качестве мер разброса используются стандартное отклонение и реже — полумежквартильный размах.
В результате измерения экспериментатор получает распределение установок испытуемого относительно величины измеряемого параметра, описываемое локализацией на стимульной оси и отмеченными выше показателями.
Кроме этого, данные могут сильно отличаться в зависимости от инструкции, даваемой испытуемому, например, могут использоваться такие формулировки, как:
- Подравнивайте {\displaystyle S_{\text{var}}} относительно {\displaystyle S_{\text{st}}}, при этом {\displaystyle S_{\text{var}}} будет, всегда меньше (или всегда больше), чем {\displaystyle S_{\text{st}}};

или же
- Найдите равенство между {\displaystyle S_{\text{var}}} относительно {\displaystyle S_{\text{st}}}.

Величина дифференциального порога во многом будет зависеть от формулировки инструкции.

## Измерение абсолютного порога
Абсолютный порог исследуется путем предоставления испытуемому возможности в серии испытаний непосредственно корректировать стимул, чтобы найти наиболее слабые стимулы, обнаруживаемые им. Порог определяется как значение, которое было обнаружено в 50% случаев.
При измерения абсолютного порога задача испытуемого сводится к фиксации нулевого значения стимула, либо едва заметного ощущения.
При определении абсолютного порога испытуемый неоднократно устанавливает такое значение переменного стимула, которое по его мнению является самым низким среди обнаруживаемых им стимулов. Среднее этих установок принимается за абсолютный порог.. Для оценки используются такие показатели, как медиана и среднее, а меры изменчивости (межквартильный размах, стандартное отклонение) позволяют описать лишь вариативность установок.

## Достоинства и недостатки метода
Значения порога, по сравнению с другими методами, получаются ниже, в связи с наличием сенсомоторного компонента и возможностью более долгой стимуляции, что обеспечивает больший объем информации в процессе измерения.
Область применения достаточно широка — процедура определения чувствительности подходит любому возрасту, часто применяется в исследованиях восприятия. Процесс измерения понятен для большинства участников, потому что он отражает многие обычные действия, такие как, например, регулировка громкости на радио.
Метод средней ошибки очень полезен для сопоставления одного стимула с другим, чтобы определить точку субъективного равенства (PSE). PSE - это настройка двух стимулов, которые испытуемый воспринимает как идентичные. Например, при исследовании зрения экспериментатор мог представить стимул особой яркости. Участник должен был бы настроить другой стимул, чтобы он был таким же ярким, как и первый. Одно из конкретных применений PSE - это измерение силы иллюзии. Если точка субъективного равенства систематически отличается от точки объективного равенства, это и будет мера перцептивной иллюзии.
При работе с методом средней ошибки надо иметь в виду, что различия средних значений результатов у разных наблюдателей могут быть следствием не только (и даже не столько) различий в уровне их дифференциальной чувствительности, сколько выполнения ими разных сенсорных задач.
Существенный недостаток — возможность возникновения сложностей с техническим обеспечением плавной регулировки стимуляции, необходимой для данного метода.
Стоит отметить, что практически все экспериментальные вычисления производятся сегодня с использованием метода средней ошибки.